# Paul Mattekatt
Paul Mattekatt (ur. 1 czerwca 1961 w Thuravoor) – indyjski duchowny rzymskokatolicki, od 2013 biskup Diphu.

## Życiorys
Święcenia kapłańskie otrzymał 31 grudnia 1988 i został inkardynowany do diecezji Diphu. Po kilkuletnim stażu wikariuszowskim został sekretarzem biskupim i kanclerzem kurii. W latach 1996–1999 studiował w Rzymie, a w kolejnych latach pełnił funkcję diecezjalnego ekonoma. Od 2005 pracował duszpastersko w diecezji.
26 lipca 2013 został prekonizowany biskupem diecezjalnym Diphu. Święceń biskupich udzielił mu 6 października 2013 abp Salvatore Pennacchio.